# Kamienica Petyskusa w Warszawie
Kamienica Petyskusa – zabytkowa kamienica na rogu ulic: Senatorskiej (nr 27) i Wierzbowej (nr 11) w Warszawie.

## Opis
Dwupiętrowa, zwrócona fasadą w stronę placu Teatralnego klasycystyczna kamienica została wzniesiona w latach 1818−1821 według projektu Chrystiana Piotra Aignera. Zleceniodawcą był dzierżawca loterii Johann Christoph Hartmann Petiscus (zm. 1822), po którym dom należał do jego zięcia Wilhelma Brunweya, następnie zaś do przemysłowca i kolekcjonera Edwarda Neprosa, którego ojciec Karol, mydlarz warszawski, zakupił ją ok. 1870 od spadkobierców Brunweya za sumę 400 000 rubli. Kamienica została poważnie uszkodzona w 1944, po czym odbudowana w latach 1948-1950. Fasadę budynku zdobią korynckie pilastry oraz arkady okien i drzwi na parterze.
Kamienica jest wpisana do rejestru zabytków pod nr 522.